# Melanocercops ficuvorella
Melanocercops ficuvorella is een vlinder uit de familie van de mineermotten (Gracillariidae). De wetenschappelijke naam van de soort werd voor het eerst geldig gepubliceerd in 1926 door Yazaki.